# 郑少雄遇害案
2021年11月9日下午，美国芝加哥大学硕士毕业生郑少雄被一名有大量青少年犯罪前科的19岁黑人劫匪奥尔顿·斯潘（Alton Spann）枪击胸部杀害，年仅24岁。郑少雄是继同校的博士生范轶然之后，2021年第二位在芝加哥遇害的中国留学生。

## 历史背景
美国产业结构变革后，芝加哥历史上实施的种族隔离引发了恶性循环，最终导致黑人社区陷入“超贫民窟化”。

## 被害人
郑少雄（1997年-2021年），四川乐山人，高中毕业于四川省成都市第七中学，本科毕业于香港大学，芝加哥大学统计系研究生，2021年9月毕业。郑少雄母亲李蓉，父亲郑晓东。

## 遇害经过
凶手有大量青少年犯罪前科，作案车辆是近期在加拿大安大略省约克区马卡姆市偷来的。凶手下车后持手枪走近郑少雄，要求交出手提电脑，但遭反抗。凶手随后朝郑少雄胸部开枪后逃走，并出售赃物卖得约100美元。嫌犯被抓时，车上有两把枪。 

## 司法程序
2021年11月12日下午，凶手被控一项一级谋杀重罪、一项持枪抢劫重罪和两项非法使用武器重罪。法院禁止其保释。12月28日，凶手再次出庭，原本其6项起诉罪名，增加至23项。

## 各方反应

### 芝加哥大学
2021年11月10日，芝加哥大学校长保罗·阿里维萨托斯（Paul Alivisatos) 发布了一封校园电子邮件，其中包含他录制的视频信息。阿里维萨托斯对郑少雄的遇害表示“最深切的同情”，并发誓大学社区将团结起来纪念他。他还称芝加哥市的暴力事件与公共卫生危机的规模相当，需要与市领导紧急合作，承诺大学将致力于加强公共安全工作，并鼓励学生和员工寻求咨询和支持。
2021年11月11日，芝加哥大学的校务人员就郑少雄被谋杀一事举办了安全网络研讨会，并“向郑少雄的家人表示慰问”。
2021年11月16日，芝加哥大学在芝加哥大学新闻网站上发布了郑少雄的讣告。
2021年11月18日下午3点，芝加哥大学在洛克菲勒纪念教堂为郑少雄举行追悼会，并提供现场和网络直播两种方式。芝加哥大学校长保罗·阿利维萨托斯，大学教务长利嘉仪，郑少雄母亲李蓉、父亲郑晓东，中国驻芝加哥副总领事边志春，芝加哥华人联合会代表，以及郑少雄的老师、同学、朋友等一千多人参加了追悼会。

### 社区与社会
2021年11月16日，芝加哥中国留学生举行集会悼念郑少雄，抗议枪支暴力。他们高呼“We are here to learn, not to die!”（中文大意“我们是来学习的，不是来送死的！”）。超过300名学生、教职工和社区成员参加了集会。
为了帮助郑少雄的家人，应郑少雄母亲的请求，芝加哥大学中国学生学者联合会发起了募捐活动。捐款于2021年11月15日开始，超过5200人参与募捐，几天内就筹集到3万美元，远远超过了最初2.5万美元的目标。

### 中国政府
2021年11月11日凌晨，中华人民共和国驻芝加哥总领事馆发布首份公告，对郑少雄不幸遇害深感震惊和痛惜，向遇害者家属表示深切哀悼和慰问，同时强烈谴责滥杀无辜的凶残犯罪行为，要求美有关方面尽快查清和公布案件情况，并采取切实措施，保护包括中国留学生在内中国公民的安全。
2021年11月18日，时任中国驻美国大使秦刚在使馆网站发表公开声明，向郑少雄父母表示哀悼，并敦促美国将凶手绳之以法。
2021年11月19日，中华人民共和国驻芝加哥总领事馆发布第二份公告，对郑少雄的遇难表示痛惜，并督促美国保障中国公民的人身安全。同日，时任中国驻芝加哥代理总领事黄黎明就郑少雄被害一事和中国政府立场发表长篇视频讲话。
2021年11月22日，时任中国外交部发言人赵立坚在例行记者会上向郑少雄家属表示慰问。

### 香港大学
2021年11月13日，香港大学发展及校友事务部在微信上发布悼念郑文杰的消息。时任香港大学校长张翔对郑少雄逝世表示深切哀悼。